# Conus luciae
Espèce
Statut de conservation UICN

 LC  : Préoccupation mineure
Conus luciae est une espèce de mollusques gastéropodes marins de la famille des Conidae.
Comme toutes les espèces du genre Conus, ces escargots sont prédateurs et venimeux. Ils sont capables de « piquer » les humains et doivent donc être manipulés avec précaution, voire pas du tout.

## Description
La taille de la coquille varie entre 21 mm et 62 mm.

## Distribution
Cette espèce marine est présente dans la mer de Corail et au large de la Nouvelle-Calédonie.

### Niveau de risque d’extinction de l’espèce
Selon l'analyse de l'UICN réalisée en 2011 pour la définition du niveau de risque d'extinction, cette espèce est présente autour de la Nouvelle-Calédonie et à travers la mer de Corail. Elle a une distribution en profondeur de 280-320 m. Elle n'est actuellement pas disponible dans le commerce des coquillages, et il n'y a pas de menaces majeures connues pour l'affecter étant donné la gamme de profondeur préférée de cette espèce. Elle est listée comme étant de préoccupation mineure.

## Taxinomie

### Publication originale
L'espèce Conus luciae a été décrite pour la première fois en 1986 par le malacologiste Robert G. Moolenbeek (d) dans « Bulletin Zoologisch Museum Universiteit van Amsterdam »,.

### Synonymes
- Conus (Turriconus) luciae Moolenbeek, 1986 · appellation alternative
- Kurodaconus luciae (Moolenbeek, 1986) · non accepté
- Profundiconus luciae (Moolenbeek, 1986) · non accepté
- Turriconus (Kurodaconus) luciae (Moolenbeek, 1986) · non accepté